# Спрезіано
Спрезіано (італ. Spresiano, вен. Sprexian) — муніципалітет в Італії, у регіоні Венето, провінція Тревізо.
Спрезіано розташоване на відстані близько 440 км на північ від Рима, 39 км на північ від Венеції, 13 км на північ від Тревізо.
Населення — 12 161 особа (2014).

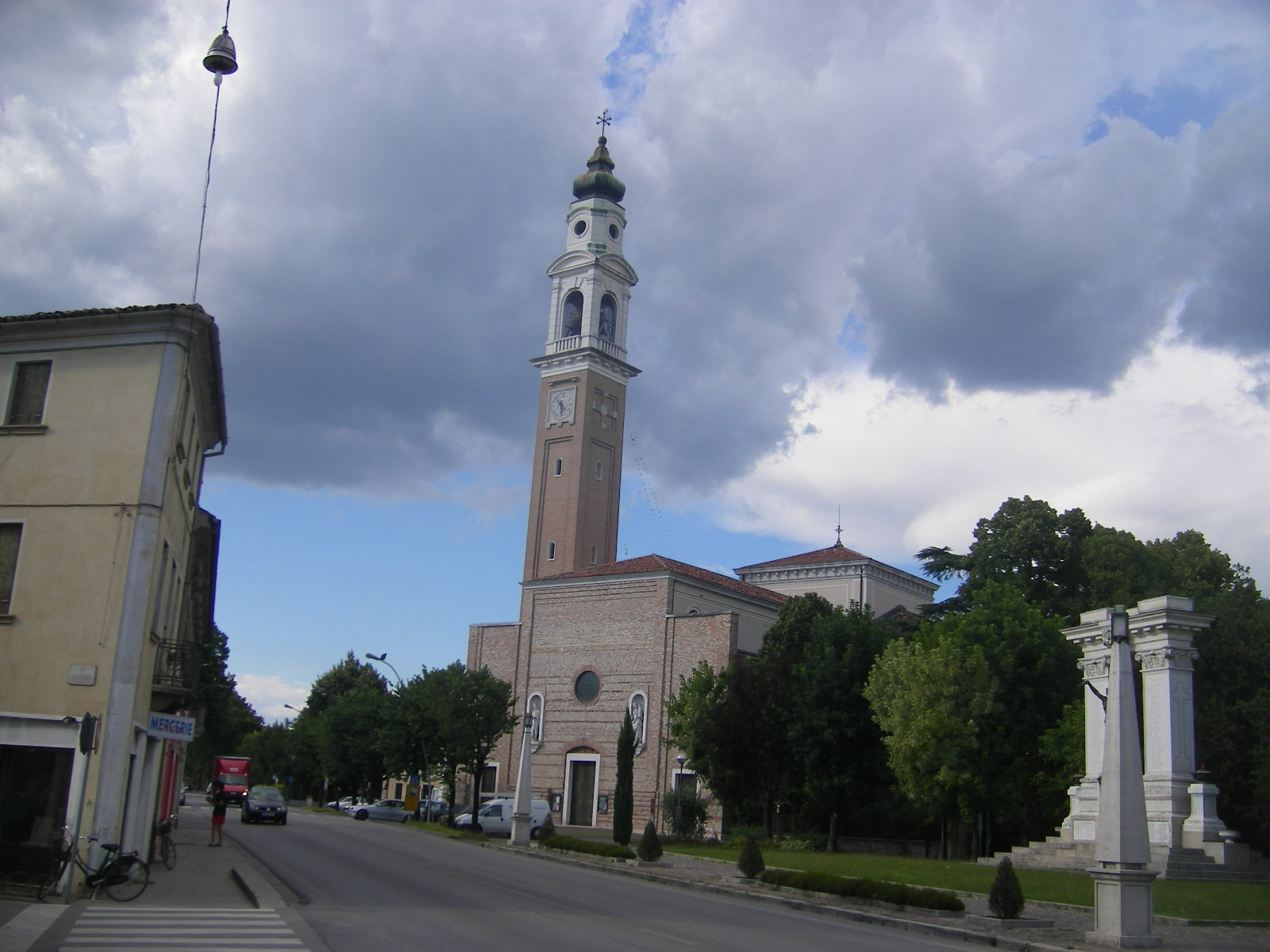

Щорічний фестиваль відбувається першого понеділка жовтня. Покровитель — Madonna del Rosario.

## Демографія
Населення за роками:

Станом на 1 січня 2023 року в муніципалітеті офіційно проживав 1571 іноземець з 69 країн, серед них 417 громадян країн Євросоюзу та 42 громадяни України.

## Сусідні муніципалітети
- Аркаде
- Карбонера
- Чимадольмо
- Марено-ді-П'яве
- Мазерада-суль-П'яве
- Нервеза-делла-Батталья
- Санта-Лучія-ді-П'яве
- Сузегана
- Віллорба